# Oxyde de manganèse et de lithium
L'oxyde de manganèse et de lithium (LMO) est une famille d'oxydes métalliques mixtes à base de dioxyde de manganèse MnO2, utilisée comme matériau de cathode pour les accumulateurs lithium-ion. Elle utilise le même mécanisme d’intercalation/désintercalation que les autres technologies de cathodes commercialisées, telles que l'oxyde de cobalt et de lithium LiCoO2. Les cathodes basées sur les oxydes de manganèse utilisent des matériaux abondants sur Terre, sont peu coûteuses, non toxiques et offrent une meilleure stabilité thermique.

## Composés

### LiMn2O4à structure spinelle
L’une des oxydes de manganèse les plus étudiés pour les cathodes est LiMn2O4, un membre à cations ordonnés de la famille structurale du spinelle (groupe d'espace Fd3m). En plus de contenir des matériaux peu coûteux, la structure tridimensionnelle de LiMn2O4 se prête à un débit de courant élevé en fournissant un réseau bien connecté pour l’insertion et la désinsertion des ions Li+ lors de la décharge et de la charge de la batterie. En particulier, les ions Li+ occupent les sites tétraédriques au sein du réseau polyédrique de LiMn2O4, adjacents à des sites octaédriques vides,. En conséquence de cette disposition structurelle, les batteries basées sur des cathodes en LiMn2O4 ont démontré un débit de courant plus élevé par rapport aux matériaux ayant des réseaux bidimensionnels pour la diffusion de Li+.
Un inconvénient important des cathodes basées sur LiMn2O4 est la dégradation de surface observée lorsque le degré d’oxydation moyen du manganèse tombe en dessous de Mn+3,5. À cette concentration, le Mn(III) à la surface peut être dismuté pour former du Mn(IV) et du Mn(II) par le mécanisme de Hunter. Le Mn(II) formé est soluble dans la plupart des électrolytes et sa dissolution dégrade la cathode. De ce fait, de nombreuses cathodes de manganèse sont substituées ou dopées pour maintenir le degré d’oxydation moyen du manganèse au-dessus de +3,5 pendant l’utilisation de la batterie, sinon elles souffriront de capacités globales inférieures, selon la vie du cycle et la température.

### Li2MnO3lamellaire
Li2MnO3 est un oxyde à structure sel gemme riche en lithium composé de couches alternées d’ions lithium et d’ions lithium et manganèse dans un rapport de 1:2, similaire à la structure lamellaire de LiCoO2. Dans la nomenclature des composés stratifiés, on peut définir sa composition par : Li(Li0,33Mn0,67)O2. Quoique Li2MnO3 soit électrochimiquement inactif, il peut être chargé à un potentiel élevé (4,5 V par rapport à Li0) afin de subir une lithiation/délithiation ou être délithié à l’aide d’un procédé de lixiviation acide suivi d’un traitement thermique doux,. Cependant, l’extraction du lithium à partir de Li2MnO3 à un potentiel aussi élevé, peut également entraîner une compensation de la charge par une perte d’oxygène à la surface de l’électrode, ce qui entraîne une mauvaise stabilité lors du cyclage. De nouveaux allotropes de Li2MnO3 ont été découverts qui ont une meilleure stabilité structurelle vis-à-vis de la libération d’oxygène (durée de vie plus longue).

### LiMnO2lamellaire
L’oxyde de manganèse lamellaire LiMnO2 est construit à partir de couches ondulées d’octaèdres de manganèse/oxyde et est électrochimiquement instable. Les distorsions et les déviations par rapport à des couches d’oxyde métallique réellement planes sont une manifestation de la configuration électronique de l’ion Mn(III) (effet Jahn-Teller). Une variante lamellaire, isostructurale avec LiCoO2, a été préparée en 1996 par échange d’ions à partir du composé lamellaire NaMnO2, mais le cyclage à long terme et la nature déficiente du composé chargé ont conduit à une dégradation structurelle et à l’équilibrage cationique vers d’autres phases.

### Li2MnO2lamellaire
L’oxyde de manganèse lamellaire Li2MnO2 est structurellement lié à Li2MnO3 et LiCoO2 avec des couches similaires d’oxyde de métal de transition séparées par une couche contenant deux cations lithium occupant les deux sites tétraédriques disponibles dans la maille plutôt que le site octaédrique. Le matériau est généralement fabriqué par lithiation sous basse tension du composé parent, par lithiation directe à l’aide d’ammoniac liquide ou par l’utilisation d’un réactif de lithiation organique. La stabilité sur le cycle a été démontrée dans les cellules symétriques, bien qu’en raison de la formation et de la dissolution de Mn(II), une dégradation du cycle soit attendue. La stabilisation de la structure à l’aide de dopants et de substitutions pour diminuer la quantité de cations de manganèse réduits a été une voie réussie pour prolonger la durée de vie de ces phases réduites riches en lithium.

### CompositesxLi2MnO3•yLi1+aMn2-aO4•zLiMnO2
L’un des principaux efforts de recherche dans le domaine des électrodes en oxyde de lithium et de manganèse pour les batteries lithium-ion consiste à développer des électrodes composites utilisant des oxydes Li2MnO3 lamellaire, LiMnO2 lamellaire et LiMn2O4 spinelle structurellement intégrés, dont la formule chimique est x Li2MnO3 • y Li1+aMn2-aO4 • z LiMnO2, où x + y + z = 1. La combinaison de ces structures offre une stabilité structurelle accrue pendant les cycles électrochimiques tout en atteignant une capacité et une débit en courant plus élevées. Une capacité rechargeable supérieure à 250 mAh/g a été signalée en 2005 avec ce matériau, qui a près de deux fois la capacité des batteries actuellement commercialisées de mêmes dimensions,.